# Vénus de Vogelherd
La Vénus de Vogelherd est une figurine de Vénus paléolithique découverte dans la Grotte de Vogelherd, près de la ville de Niederstotzingen, dans le Bade-Wurtemberg, en Allemagne.

## Découverte de la statuette
La statuette a été trouvée, en 2008, lors de l'analyse des sédiments issus des fouilles réalisées par Riek en 1931, dans la grotte de Vogelherd. Nicholas J. Conard et M. Zeidl ont tamisé ces sédiments et retrouvé plusieurs statuettes, dont la Vénus de Vogelherd semble la plus intéressante.
La Vénus de Vogelherd est comparable aux Vénus magdaléniennes de Petersfels.

## Description
Elle a été créée dans de la défense de sanglier il y a 13000 ans, lors du Magdalénien. La statuette a fait l'objet d'un polissage et mesure 6,9 cm de haut. Ouvragée en ronde-bosse, la statuette est dépourvue de tête et son corps est représenté de manière schématique.
La statuette est conservée au Musée de Préhistoire de Blaubeuren dans la Bade-Wurtemberg.